# سیمائو مورگادو
سیمائو مورگادو (به انگلیسی: Simão Morgado) (زادهٔ ۴ مارس ۱۹۷۹) شناگر اهل پرتغال است.